# Alexander Hajek
Alexander Hajek (Hainburg an der Donau, 19 juli 2003) is een Oostenrijks wielrenner die in 2024 prof werd bij BORA-hansgrohe.

## Carrière
Als tweedejaars junior behoorde Hajek tot de wereldtop. Op het Europese kampioenschap werd hij negende in de wegwedstrijd. Twee weken later werd hij vijfde op het wereldkampioenschap. Als eerstejaars beloften behaalde Hajek een podiumplek in de Carpathian Couriers Race.
In 2024 werd Hajek prof bij BORA-hansgrohe. Zijn debuut voor de ploeg maakte hij op Mallorca, waar hij deel nam aan elk van de vijf manches van de Challenge Mallorca.

## Overwinningen
2021
3e etappe Internationale Juniorenronde
Puntenklassement Internationale Juniorenronde
2e etappe deel A Aubel-Thimister-Stavelot (ploegentijdrit)
2e, 3e (deel B) en 4e etappe Saarland Trofeo
2024
 Oostenrijks kampioen op de weg, elite

### Resultaten in voornaamste wedstrijden
|      | \| Jaar \| Amstel Gold Race \| Waalse Pijl \| Clásica San Sebastián \| \| ---- \| ---------------- \| ----------- \| --------------------- \| \| 2024 \| opgave \| opgave \| 26e \| \| 2025 \| opgave \| opgave \| \| |             |                       |
| Jaar | Amstel Gold Race | Waalse Pijl | Clásica San Sebastián |
| 2024 | opgave | opgave      | 26e                   |
| 2025 | opgave | opgave      |                       |

## Ploegen
- 2022 –  Trinity Racing
- 2023 –  Tirol KTM Cycling Team
- 2024 –  BORA-hansgrohe
- 2025 –  Red Bull-BORA-hansgrohe

Adrià · Aleotti · Benedetti (tot 18/8) · Buchmann · Denz · Gamper · Hajek · Haller · Herzog · Higuita · Hindley · Jungels · Kämna · Koch · Lipowitz · Lührs · Maciejuk · Martínez · Meeus · Mullen · Palzer · Roglič · Schachmann · Sobrero · van Poppel · Vlasov · Wandahl · Welsford · Zwiehoff